# Amagerbro (métro de Copenhague)
Amagerbro est une station du métro de Copenhague.

## Situation ferroviaire
Amagerbro est une station de la ligne M2. Elle a été inaugurée le 19 octobre 2002. En surface se trouve un centre commercial.

## À proximité
- Amager Centret : centre commercial